# 노턴 안티바이러스
노턴 안티바이러스(Norton AntiVirus, 표준어: 노턴 앤티바이러스)는 시만텍이 개발하고 배포하는 제품으로, 사용 기간 동안 악성 코드 방지 및 제거 기능을 제공한다. 컴퓨터 바이러스를 인식하는 서명, 자기 학습을 사용한다. 또다른 기능으로는 스팸 메일 필터링과 피싱 보호가 있다.
시만텍은 다운로드 방식, 상자 복사본, 주문자 상표 부착 생산 방식으로 제품을 배포한다. 노턴 안티바이러스와 관련 제품 노턴 인터넷 시큐리티는 2007년에 바이러스 검사 소프트웨어 시장에서 61%를 차지하였다. 주된 경쟁 제품으로는 CA, 트렌드 마이크로, 카스퍼스키랩의 제품이 있다.
노턴 안티바이러스는 마이크로소프트 윈도우와 OS X에서 동작한다. 윈도 7 지원은 2006에서 2009 버전 사이에서 개발 중이다. 버전 2010부터는 별도의 업데이트 없이 윈도 7을 지원한다.

## 스폰서
- 노턴 안티바이러스배 곰TV 월드 인비테이셔널 2009

## 같이 보기
- 인터넷 보안
- 바이러스 검사 소프트웨어 목록

### 비디오 클립
- 노턴/시만텍 유튜브 채널